# Florian Keller
Florian Keller, född den 3 oktober 1981 i Berlin, Tyskland, är en tysk landhockeyspelare.
Han tog OS-guld i herrarnas landhockeyturnering i samband med de olympiska landhockeytävlingarna 2008 i Peking.